# Léon Bollée 12/16 CV
Der Léon Bollée 12/16 CV war ein Pkw-Modell von 1910. Hersteller war Automobiles Léon Bollée aus Le Mans in Frankreich.

## Beschreibung

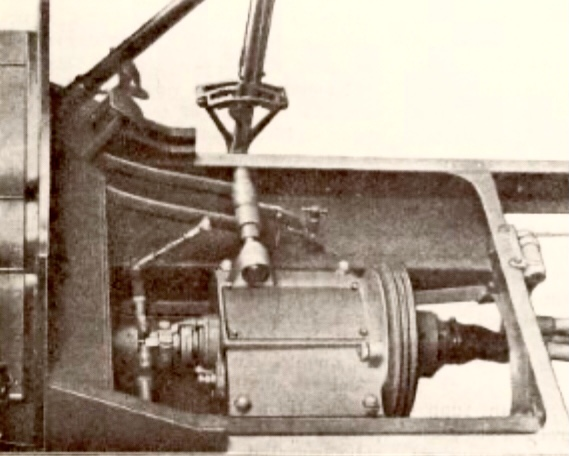
Léon Bollée 12/16 CV – Getriebe und Schaltkulisse um 1912

Der Wagen hat einen Vierzylindermotor mit einem Hubraum von 2380 cm³, 83 mm Bohrung und 110 mm Hub. Er war damals in Frankreich mit 12 Cheval fiscal (Steuer-PS) eingestuft. Der Vergaser hatte eine Automatik für optimale Kraftstoffdosierung bei allen Fahrzuständen. Das Getriebe hat drei Gänge. Für die stärker motorisierten Fahrzeuge ab 18/24 CV war ein Vierganggetriebe vorgesehen. 1910 wurden auf dem Pariser Autosalon drei Vierzylindermodelle vom 12/16 CV mit 2380 cm³ Hubraum (das hier dargestellte Fahrzeug) über den 18/24 CV bis zum 24/30 CV sowie drei Sechszylindermodellen vom 18/24 CV mit 3570 cm³ Hubraum bis zum 75/100 CV mit 11.940 cm³ Hubraum vorgestellt.
Wie viele Fahrzeuge aus dieser Zeit hat der Léon Bollée 12/16 CV einen Frontmotor, eine Kardanwelle und Hinterradantrieb. In dieser Ära war die Rechtslenkung noch weit verbreitet, so auch beim Léon Bollée 12/16 CV. Der Radstand betrug 2820 mm und die Spurweite 1350 mm. Die Reifen hatten eine Größe von 810 × 90 oder wahlweise 815 × 105. Die Höchstgeschwindigkeit lag bei 70 km/h.
Der Preis für das Fahrzeug lag bei 7600 Francs ohne Bereifung.